# Agrypnia deflata
Agrypnia deflata är en nattsländeart som först beskrevs av Milne 1931.  Agrypnia deflata ingår i släktet Agrypnia och familjen broknattsländor. Inga underarter finns listade i Catalogue of Life.